# Per ardua ad astra

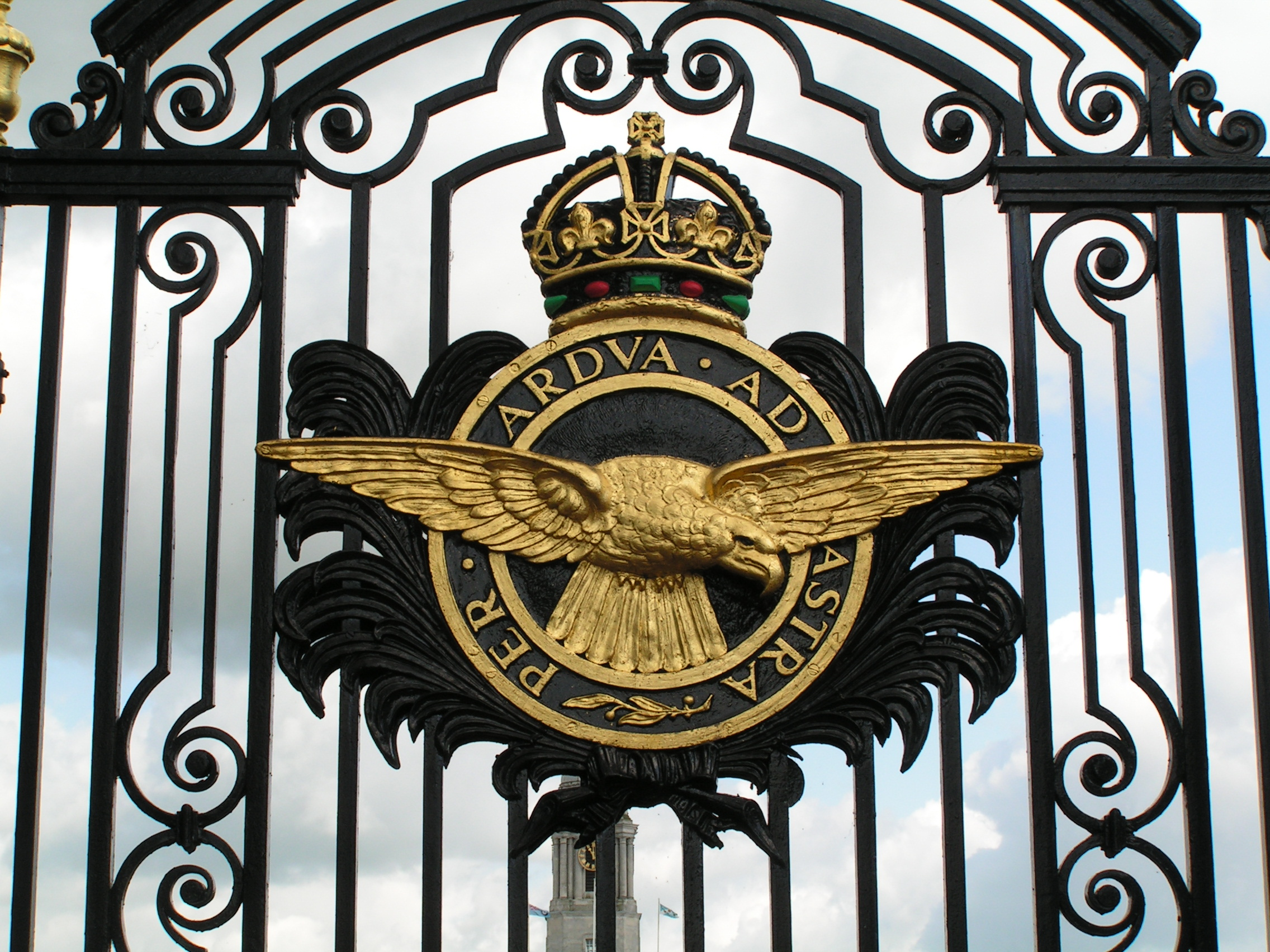
Emblemat Royal Air Force

Per ardua ad astra (lat. "Przez przeciwności do gwiazd") – dewiza Royal Air Force i innych sił lotniczych Wspólnoty Narodów - RAAF, RNZAF oraz (do roku 1968) RCAF. Po raz pierwszy została użyta przez nowo powstałe Royal Flying Corps w 1912 roku.